# 安康駅 (慶尚北道)
安康駅（アンガンえき）は、大韓民国慶尚北道慶州市安康邑にある韓国鉄道公社（KORAIL）東海線の駅である。

## 駅構造
2面4線の相対式ホームを有する。

## 歴史
- 1918年12月28日 - 一般駅として開業。
- 1945年7月10日 - 標準軌に改軌。
- 1966年9月21日 - 現駅舎竣工。
- 1992年12月5日 - セマウル号停車開始。
- 1994年1月11日 - 貨物取り扱い終止。
- 1997年10月1日 - 手荷物取り扱い終止。
- 2013年11月7日 - 釜山鎮駅からのキロ程を127.0kmに変更。
- 2015年4月2日 - ソウル駅 - 浦項駅間のセマウル号運行終了。
- 2016年4月29日 - 釜山鎮駅からのキロ程を126.3kmに変更。
- 2016年12月30日 - 東海南部線が東海線に編入。[1]
- 2021年12月28日：東海線の複線電化による新線切り替えにより移設。

## 隣の駅
韓国鉄道公社
東海線
西慶州駅 - 安康駅 - （扶助信号場） - 浦項駅